# Judy Garland

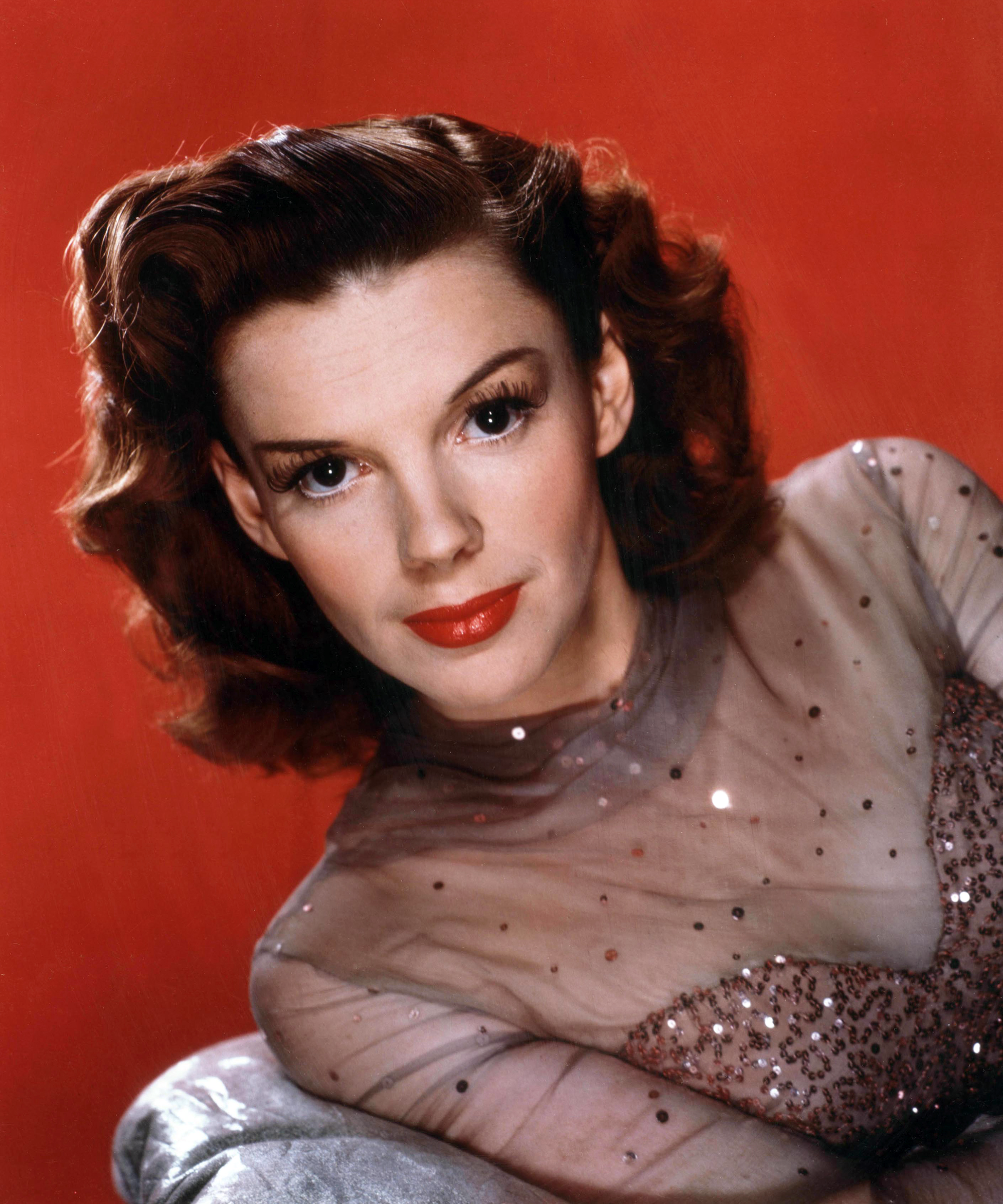
Judy Garland (1945)

Judy Garland (* 10. Juni 1922 als Frances Ethel Gumm in Grand Rapids, Minnesota; † 22. Juni 1969 in Chelsea, London) war eine US-amerikanische Filmschauspielerin und Sängerin.
Berühmt wurde sie mit 17 Jahren durch ihre Hauptrolle in dem Filmklassiker Der Zauberer von Oz (1939), in dem sie die Originalversion des Liedes Over the Rainbow singt. Danach drehte sie über zwei Dutzend Filme für MGM, wobei sie häufig Mickey Rooney und Gene Kelly als Filmpartner hatte und mehrfach unter Regie ihres Ehemannes Vincente Minnelli stand. Spätere bekannte Filme mit ihr sind Meet Me in St. Louis, Ein neuer Stern am Himmel und Das Urteil von Nürnberg. Als Sängerin füllte sie in den 1950er- und 1960er-Jahren zahlreiche Konzerthallen und veröffentlichte Alben.
Im Laufe ihrer Karriere wurde sie mit bedeutenden Preisen wie dem Grammy, dem Golden Globe, dem Tony Award und einem Ehrenoscar ausgezeichnet. Im Gegensatz zu ihrer erfolgreichen Karriere war ihr Privatleben mit Problemen behaftet. Sie starb mit 47 Jahren an einer unbeabsichtigt eingenommenen Überdosis eines Schlafmittels.

## Leben

### Kindheit

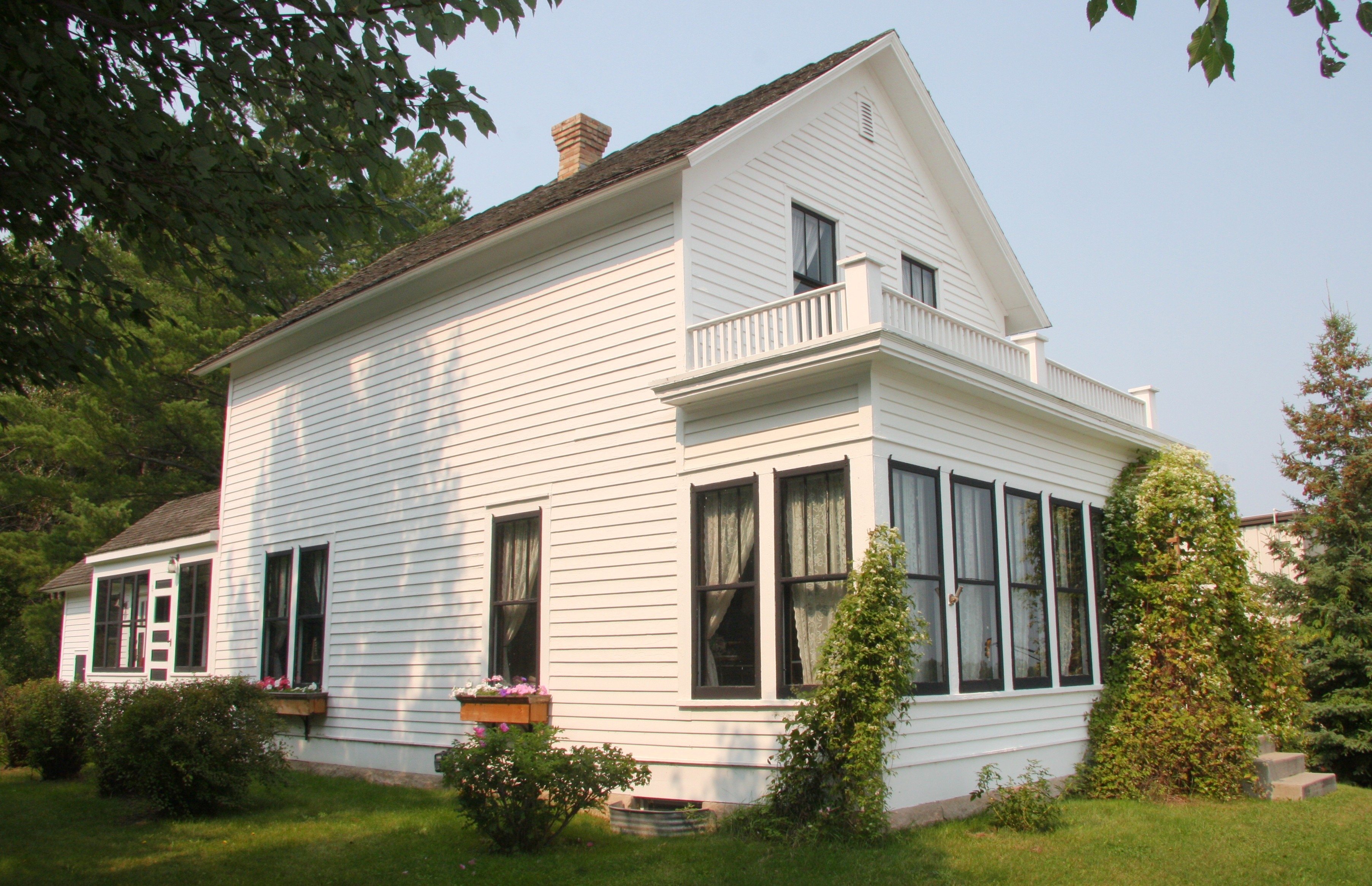
Judy Garlands Geburtshaus in Grand Rapids, heute ein Museum

Judy Garland kam 1922 als Frances Ethel Gumm in Grand Rapids, Minnesota als drittes Kind von Francis Avent „Frank“ Gumm (1886–1935) und Ethel Marion Milne (1893–1953) zur Welt. Sie hatte zwei ältere Schwestern, Mary Jane „Suzy“ (1915–1964) und Dorothy Virginia „Jimmie“ (1917–1977). Der Vater führte in der Stadt ein Kino, und die Familie trat in den Pausen mit Gesangs- und Tanznummern auf. 1924 verkauften die Gumms ihr Haus und ließen sich in der Hoffnung, in Hollywood vom Film entdeckt zu werden, in Kalifornien nieder. In Lancaster übernahm der Vater erneut ein Filmtheater.
Mit sieben Jahren debütierte sie 1929 in dem Film The Big Revue und sang That’s the Good Old Sunny South. Der Film wurde in den 1990er-Jahren auf Laser-Disc veröffentlicht.
1932 zogen sie nach Los Angeles. Als Gumm Sisters traten die drei Schwestern in Vaudeville-Shows auf. Star dieser Shows war die jüngste Tochter Frances Ethel. 1933 durften sie auf der Weltausstellung in Chicago auftreten. 1934 änderte Frances ihren Namen in Judy Garland (vermutlich nach dem Schauspielkritiker Robert Garland).

### Karriere
Der Talentsucher Jack Robbins verschaffte ihr 1935 einen Vertrag bei Metro-Goldwyn-Mayer (MGM). Nach einem Jahr intensiver Ausbildung, während ihr Vater an Poliomyelitis starb, trat Garland 1936 in ihrem ersten MGM-Film neben Deanna Durbin in Every Sunday auf. Der erste Film, in dem Garland eine wichtige Rolle spielte, war Broadway Melody of 1938, in dem sie das Lied Dear Mister Gable interpretierte. Das Studio baute Garland ein Image als All-American-Girl auf. Die Mitwirkung in der populären „Andy-Hardy“-Filmserie, in der sie an der Seite von Mickey Rooney die Betsy Booth spielte, bekräftigte ihre frische Popularität noch. Rooney und Garland waren in neun Filmen ein Leinwandpaar und auch privat miteinander befreundet.
Zu ihrer bekanntesten Rolle wurde die Dorothy in dem Film Der Zauberer von Oz mit dem Lied Over the Rainbow. Die Verfilmung des Kinderbuchklassikers Der Zauberer von Oz von Lyman Frank Baum aus dem Jahre 1939 ist noch heute einer der bekanntesten Filme der USA. Figuren und Handlungsabläufe sind Bestandteile des US-amerikanischen Allgemeinwissens geworden. Ursprünglich wollte man für die Rolle der Dorothy Shirley Temple engagieren, doch scheiterten die Vertragsverhandlungen mit deren Studio (20th Century Fox). Für ihre Darstellungen in Der Zauberer von Oz sowie in den Andy-Hardy-Filmen erhielt Judy Garland den damals noch vergebenen Juvenile Award (Oscar) für jugendliche Darsteller. Nach dem großen Erfolg spielte Garland in weiteren MGM-Musicals. Vor allem Meet Me in St. Louis (1944) gilt bis heute als ein herausragendes Beispiel des MGM-Stils, und Judy Garland wurde eine seiner bedeutendsten Interpretinnen.
Jedoch galt die junge Schauspielerin bei Dreharbeiten als äußerst schwierig. Ihren eigenen Erinnerungen zufolge wurden von ihrem Umfeld Aufputsch- und Schlafmittel bereits in jungem Alter an sie herangetragen. Die seinerzeit zwar rezeptpflichtigen, aber gemeinhin als unbedenklich geltenden Mittel wurden angeblich mit Wissen der Produktionsverantwortlichen an junge Schauspieler verabreicht. Ab etwa 1945 eskalierte Garlands Medikamentenmissbrauch, zudem wurde sie alkoholabhängig. Es kam daher gegen Ende der 1940er-Jahre wiederholt zu Verzögerungen bei Dreharbeiten und zu Skandalen, die dafür sorgten, dass Garland 1950 aus ihrem Vertrag entlassen wurde. Wegen ihrer psychischen Anspannung und ihres unglücklich verlaufenden Privatlebens mit zahlreichen Affären kam es zu einem Selbstmordversuch. Ihre Ehe mit Vincente Minnelli stand kurz vor dem Scheitern. Im Nachhinein erhob sie schwere Vorwürfe gegen das Filmstudio MGM und ihre inzwischen verstorbene Mutter, dass diese sie finanziell rücksichtslos ausgebeutet hätten, ohne auf ihre gesundheitlichen Probleme zu achten.
Garland entfernte sich von Hollywood, und es folgte eine schwere, erfolglose Zeit. Sie hatte zwar viele berühmte Freunde, etwa den späteren US-Präsidenten John F. Kennedy, litt jedoch unter chronischem Geldmangel. Schließlich kehrte sie auf Anraten ihres dritten Ehemanns und Managers Sidney Luft auf die Bühne zurück. Mit einer Gesangsshow tourte sie quer durch die USA, wo Menschenmassen sie mit ihren Filmhits feierten. Der Rauswurf bei MGM führte letztlich dazu, dass sie als Sängerin (mit der Stimmlage Alt) umso größere Erfolge feierte. Sie gab im Laufe ihres Lebens mehr als 1500 Konzerte und galt über Jahre hinweg als bestbezahlte Bühnenkünstlerin der Welt. Als herausragende Dokumentation ihrer Auftritte gilt das Doppelalbum Judy at Carnegie Hall von 1961, das Platz 1 der US-Popcharts erreichte und mit fünf Grammy Awards ausgezeichnet wurde.
1954 kehrte Garland auf die Leinwand zurück. George Cukor besetzte sie in der Hauptrolle neben James Mason in Ein neuer Stern am Himmel. Ihr gelang ein Comeback, und sie erhielt für die Rolle der Vicky Lester den Golden Globe als beste Komödien- bzw. Musicaldarstellerin. Im selben Jahr erhielt sie eine Oscarnominierung als beste Hauptdarstellerin, musste sich aber Grace Kelly geschlagen geben, die den Filmpreis für ihren Part in George Seatons Melodram Ein Mädchen vom Lande entgegennahm. Garland war darüber so sehr enttäuscht, dass sie nur noch in wenigen Filmen auftrat, so etwa in Stanley Kramers preisgekröntem Drama Das Urteil von Nürnberg (1961), für das sie eine Oscarnominierung als beste Nebendarstellerin erhielt.
Erste Fernseherfolge feierte Garland bei CBS mit ihren Auftritten in Ford Star Jubilee: The Judy Garland Special (1955) und General Electric Theatre: Judy Garland Musical Special (1956). Ihr CBS-Special The Judy Garland Show (1962, mit Dean Martin und Frank Sinatra) erhielt vier Emmy-Nominierungen. 1963/64 produzierte CBS eine gleichnamige wöchentliche Fernsehshow mit 26 Folgen und zahlreichen Stargästen, darunter zweimal ihre Tochter Liza Minnelli, was ihr drei weitere Emmy-Nominierungen einbrachte.
Die Figur der drogensüchtigen Sängerin Neely O’Hara in dem 1966 erschienenen Roman Valley of the Dolls (Das Tal der Puppen) von Jaqueline Susann war offensichtlich an Judy Garland angelehnt. Als der Roman 1967 verfilmt wurde, sollte Judy Garland eine der Hauptrollen spielen. Allerdings war sie nicht für die Rolle der Neely O’Hara vorgesehen, sondern sollte den alternden Broadway-Star Helen Lawson verkörpern. Nach einigen Probeaufnahmen zeigte sich, dass Judy Garland den Dreharbeiten gesundheitlich nicht mehr gewachsen war. Die Rolle ging an die Schauspielerin Susan Hayward.

### Privatleben

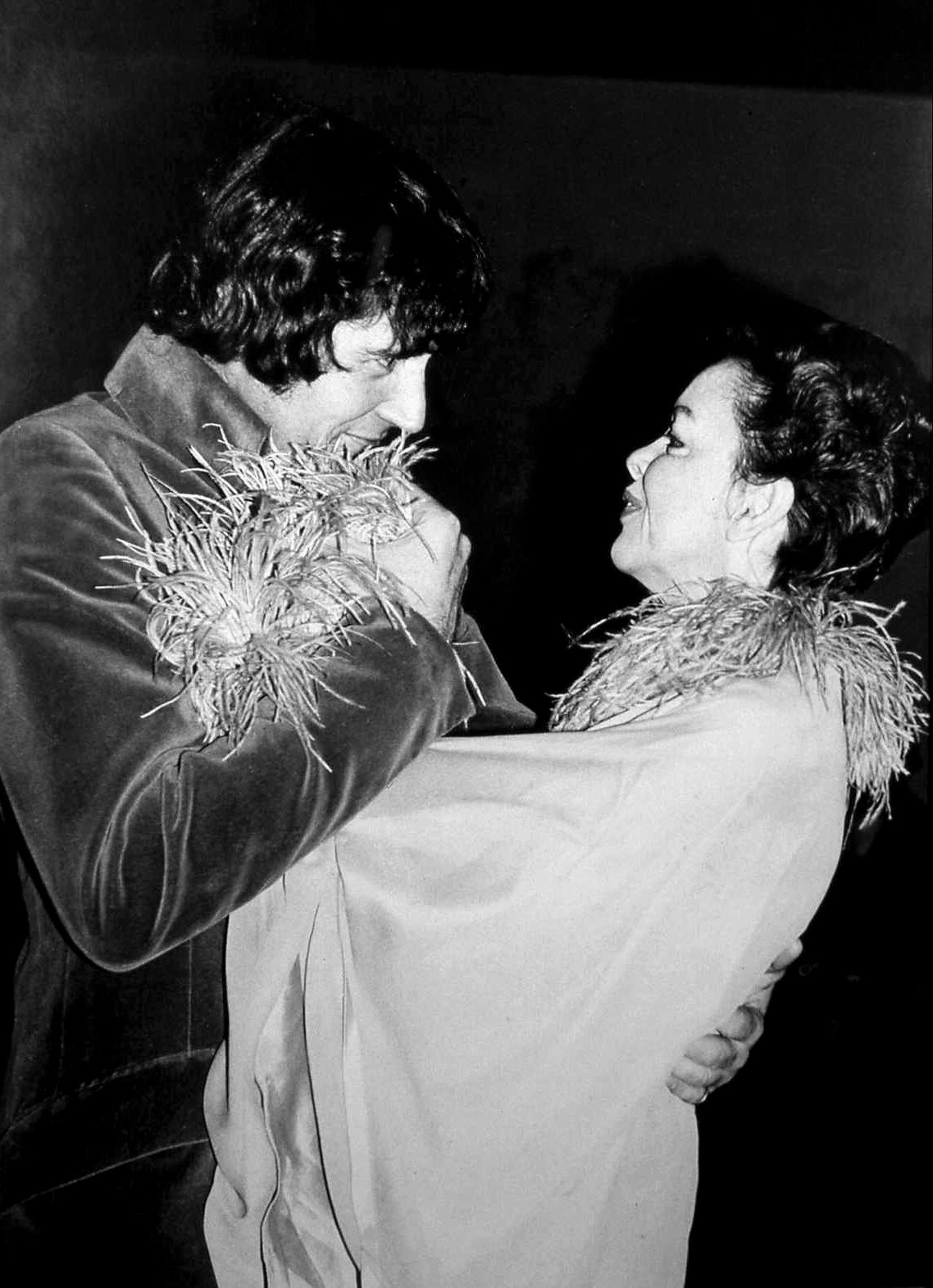
Judy Garland mit Ehemann Mickey Deans am 15. März 1969, drei Monate vor ihrem Tod

Judy Garland war viermal geschieden. Von 1941 bis 1945 war sie mit dem Songwriter David Rose, von 1945 bis 1951 mit dem Regisseur Vincente Minnelli, von 1952 bis 1965 mit dem Showproduzenten Sidney Luft und von 1965 bis 1966 mit dem Schauspieler Mark Herron verheiratet. Ihren fünften Ehemann, den Musiker Mickey Deans, heiratete sie 1969 wenige Monate vor ihrem Tod. Aus der Ehe mit Minnelli stammt Tochter Liza Minnelli; aus der Ehe mit Luft gingen Tochter Lorna Luft und Sohn Joey Luft hervor.
Ihre letzten Lebensjahre verbrachte sie überwiegend in London, wo sie im März 1969 den Nachtclub-Besitzer Deans heiratete, der noch im selben Monat für sie eine Konzerttour durch Skandinavien arrangierte. Doch die vielen kräftezehrenden Jahre bei MGM, ihre Abhängigkeit von Aufputsch- und Schlafmitteln sowie eine schwere Hepatitis im Jahr 1969 forderten schließlich ihren Tribut. Am 22. Juni 1969, zwölf Tage nach ihrem 47. Geburtstag, starb sie an einer Überdosis von 10 Tabletten Secobarbital, die sie sich wohl versehentlich verabreicht hatte. Die Autopsie zeigte keine Medikamentenrückstände in ihrem Magen, was darauf hindeutet, dass das Medikament über einen längeren Zeitraum und nicht in einer Einzeldosis eingenommen worden war. Die Sterbeurkunde wies ihren Tod als „accidental“ aus, d. h. als unabsichtlich herbeigeführt.
Ihre Tochter Liza Minnelli sagte über sie: „Sie lebte acht Leben in einem.“
Am 27. Juni 1969 wurde Garland auf dem Ferncliff Cemetery in Greenburgh im Bundesstaat New York beigesetzt. Im Januar 2017 wurde sie auf den Hollywood Forever Cemetery in Los Angeles überführt.

## Vermächtnis
Das American Film Institute führt Judy Garland in seiner Liste der größten weiblichen Stars aller Zeiten (Greatest Female Stars of All Time) auf Platz 8. Seit ihrem Tod wurden mehr als zwei Dutzend Biografien veröffentlicht, darunter auch die Biografie ihrer Tochter Lorna Luft Me and My Shadows: A Family Memoir. Lufts Memoiren wurden später in der Mini-TV-Serie Life with Judy Garland: Me and My Shadows verfilmt. 2019 erschien die Filmbiografie Judy mit Renée Zellweger in der Titelrolle, die für ihre Darstellung mit einem Oscar geehrt wurde.
Das Erscheinungsbild der 1941 von Fawcett Comics geschaffenen, heute dem DC-Verlag gehörenden, Superheldin Mary Marvel wurde Garlands Aussehen nachempfunden.
Garland wurde 1997 postum mit dem Lifetime Achievement Award ausgezeichnet, und viele ihrer Aufnahmen wurden in die Grammy Hall of Fame aufgenommen, darunter die Titel Over the Rainbow, Have Yourself a Merry Little Christmas, Get Happy, The Trolley Song und The Man That Got Away. Garland wurde in den USA bereits zweimal auf einer Briefmarke verewigt, 1989 als Dorothy aus The Wizard of Oz und 2006 als Vicki Lester aus A Star Is Born.

## Judy Garlands Bedeutung für die LGBT-Community

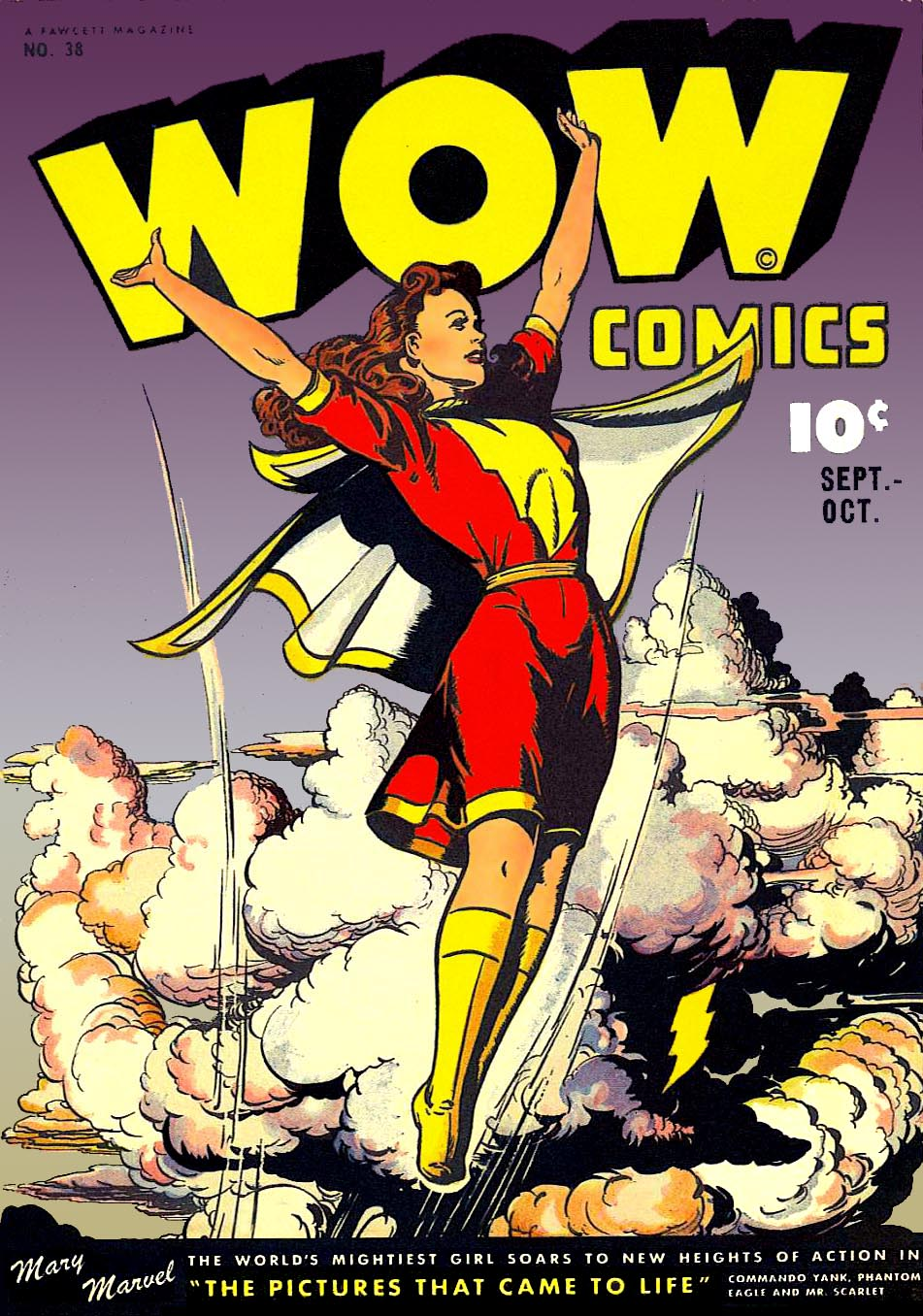
Cover von US-Wow Comics #38 (1941) mit der eng an Judy Garlands Aussehen angelehnten Superheldin Mary Marvel

Judy Garland, die schon immer zahlreiche Fans in der Homosexuellenszene hatte, ist eine Ikone der schwulen Camp-Kultur. Von einem Reporter während einer Pressekonferenz in den 1960er-Jahren danach gefragt, ob sie sich ihrer loyalen Gefolgschaft Homosexueller bewusst sei, antwortete Garland: „Mir ist das sowas von egal, ich singe für Menschen!“
Fünf Tage nach ihrem Tod, am Abend ihrer Beerdigung, wehrten sich Homosexuelle erstmals im Stonewall Inn, einer Schwulenkneipe in Greenwich Village, gegen Routinekontrollen der Polizei. Dieser unorganisierte Stonewall-Aufstand bildete den Ausgangspunkt für ein beschleunigtes Anwachsen der Lesben- und Schwulenbewegung und das Entstehen des international gefeierten Christopher Street Day.
Obwohl Garlands Tod vor allem in der amerikanischen Lesben- und Schwulenbewegung oft als Auslöser für dieses Schlüsselereignis angesehen wird, dürfte der zeitliche Zusammenhang eher Zufall sein. Dennoch wurden Garlands Tod, ihr Begräbnis und die Verknüpfungen zu Stonewall zu einem Bestandteil der amerikanischen LGBT-Geschichte und Überlieferung. Als Rufus Wainwright 2006 in New York mit dem gleichen Programm wie Garland 45 Jahre zuvor auftrat, beschrieb er das Ereignis als „den schwulsten Moment meines Lebens“.

## Filmografie
- 1929: The Big Revue
- 1929: A History In Storyland
- 1929: The Wedding Of Jack And Jill
- 1929: Bubbles
- 1935: La Fiesta de Santa Barbara (Kurzfilm)
- 1936: Every Sunday
- 1936: Der springende Punkt (Pigskin Parade)
- 1937: Broadway Melodie 1938 (Broadway Melody of 1938)
- 1937: Thoroughbreds Don’t Cry
- 1938: Vorhang auf für Judy (Everybody Sing)
- 1938: Love Finds Andy Hardy
- 1938: Listen, Darling
- 1939: Der Zauberer von Oz (The Wizard of Oz)
- 1939: Musik ist unsere Welt (Babes in Arms)
- 1940: Andy Hardy Meets Debutante
- 1940: Heiße Rhythmen in Chicago (Strike Up the Band)
- 1940: Little Nellie Kelly
- 1941: Mädchen im Rampenlicht (Ziegfeld Girl)
- 1941: Life Begins for Andy Hardy
- 1941: Babes on Broadway
- 1942: For Me and My Gal
- 1943: Bühne frei für Lily Mars (Presenting Lily Mars)
- 1943: Thousands Cheer
- 1943: Girl Crazy
- 1944: Meet Me in St. Louis
- 1945: Broadway Melodie 1950 (Ziegfeld Follies)
- 1945: Urlaub für die Liebe (The Clock)
- 1946: The Harvey Girls
- 1946: Bis die Wolken vorüberzieh’n (Till the Clouds Roll By)
- 1948: Der Pirat (The Pirate)
- 1948: Osterspaziergang (Easter Parade)
- 1948: Words and Music
- 1949: Damals im Sommer (In the Good Old Summertime)
- 1950: Summer Stock
- 1954: Ein neuer Stern am Himmel (A Star Is Born)
- 1960: Pepe – Was kann die Welt schon kosten (Pepe)
- 1961: Das Urteil von Nürnberg (Judgment at Nuremberg)
- 1963: Ein Kind wartet (A Child Is Waiting)
- 1963: Bretter, die die Welt bedeuten (I Could Go On Singing)

## Fernsehshows (Auswahl)
- 1955: Ford Star Jubilee: The Judy Garland Special
- 1956: General Electric Theatre: The Judy Garland Musical Special
- 1962: The Judy Garland Show
- 1963–1964: The Judy Garland Show (Serie, 26 Folgen)

## Spielfilme über Judy Garland
- 1978: Judy Garland – Lehrjahre eines Hollywood-Stars (Rainbow, Fernsehfilm) mit Andrea McArdle als Judy Garland
- 2001: Life with Judy Garland: Me and My Shadows (Fernseh-Miniserie) mit Tammy Blanchard als jüngere und Judy Davis als ältere Judy Garland, beide erhielten für ihre Darstellung einen Emmy Award
- 2019: Judy (Kinofilm) mit Renée Zellweger als Judy Garland, die dafür den Oscar und den Golden Globe in der Kategorie Beste Hauptdarstellerin erhielt.

## Diskografie

### Alben
| Jahr | Titel                                              | Höchstplatzierung, Gesamtwochen, AuszeichnungChartplatzierungen (Jahr, Titel, Platzierungen, Wochen, Auszeichnungen, Anmerkungen) | Höchstplatzierung, Gesamtwochen, AuszeichnungChartplatzierungen (Jahr, Titel, Platzierungen, Wochen, Auszeichnungen, Anmerkungen) | Anmerkungen |
| Jahr | Titel                                              | UK | US | Anmerkungen |
| ---- | -------------------------------------------------- | --- | --- | ----------- |
| 1945 | Meet Me in St. Louis                               | — | US2 (5 Wo.)US |             |
| 1950 | Summer Stock                                       | — | US3 (10 Wo.)US |             |
| 1954 | A Star is Born – from the Sound Track              | — | US4 (14 Wo.)US |             |
| 1955 | Miss Show Business                                 | — | US5 (9 Wo.)US |             |
| 1961 | Judy At Carnegie Hall                              | UK13 (3 Wo.)UK | US1 Gold · (97 Wo.)US |             |
| 1962 | The Garland Touch                                  | — | US33 (14 Wo.)US |             |
| 1964 | The Best Of Judy Garland                           | — | US136 (2 Wo.)US |             |
| 1965 | „Live“ At The London Palladium                     | — | US41 (22 Wo.)US |             |
| 1967 | Judy Garland At Home At The Palace – Opening Night | — | US174 (3 Wo.)US |             |
| 1969 | Judy Garland’s Greatest Hits                       | — | US161 (3 Wo.)US |             |
| 2005 | The Very Best of                                   | UK83 (1 Wo.)UK | — |             |
| 2010 | Over the Rainbow                                   | UK66 (1 Wo.)UK | — |             |

grau schraffiert: keine Chartdaten aus diesem Jahr verfügbar

### Singles
| Jahr | Titel Album                                | Höchstplatzierung, Gesamtwochen, AuszeichnungChartplatzierungen (Jahr, Titel, Album, Platzierungen, Wochen, Auszeichnungen, Anmerkungen) | Höchstplatzierung, Gesamtwochen, AuszeichnungChartplatzierungen (Jahr, Titel, Album, Platzierungen, Wochen, Auszeichnungen, Anmerkungen) | Anmerkungen    |
| Jahr | Titel Album                                | UK | US | Anmerkungen    |
| ---- | ------------------------------------------ | --- | --- | -------------- |
| 1940 | I’m Nobody’s Baby –                        | — | US3 (10 Wo.)US |                |
| 1943 | For Me and My Gal –                        | — | US3 (10 Wo.)US |                |
| 1944 | The Trolley Song –                         | — | US4 (4 Wo.)US |                |
| 1945 | On the Atchison, Topeka and The Santa Fe – | — | US10 (1 Wo.)US |                |
| 1955 | The Man That Got Away –                    | UK18 (2 Wo.)UK | — |                |
| 1995 | Have Yourself a Merry Little Christmas –   | UK100 (1 Wo.)UK | — | mit Lorna Luft |

grau schraffiert: keine Chartdaten aus diesem Jahr verfügbar

## Videoalben
- 2007: Judy, Frank & Dean (UK: Gold)

## Auszeichnungen
Oscar
- Auszeichnung
  - 1940: Juvenile Award für ihre „herausragende Leistung als jugendliche Darstellerin im Jahre 1939“
- Nominierungen
  - 1955: Beste Hauptdarstellerin (Ein neuer Stern am Himmel)
  - 1962: Beste Nebendarstellerin (Das Urteil von Nürnberg)

Golden Globe Award
- Auszeichnungen
  - 1955: Beste Hauptdarstellerin – Komödie oder Musical (Ein neuer Stern am Himmel)
  - 1962: Cecil B. deMille Award für ihr Lebenswerk
- Nominierung
  - 1962: Beste Nebendarstellerin (Das Urteil von Nürnberg)

Grammy Awards
- 1962: Album des Jahres (Judy at Carnegie Hall)
- 1962: Beste weibliche Gesangsdarbietung (Judy at Carnegie Hall)
- 1981: Grammy Hall of Fame Award (Over the Rainbow)
- 1998: Grammy Hall of Fame Award ((Dear Mr. Gable) You Made Me Love You)
- 1998: Grammy Hall of Fame Award (Judy at Carnegie Hall)
- 1999: Lifetime Achievement Award für ihr Lebenswerk
- 2005: Grammy Hall of Fame Award (Meet Me in St. Louis. Original Motion Picture Soundtrack)
- 2006: Grammy Hall of Fame Award (The Wizard of Oz. Original Motion Picture Soundtrack)

Emmy
- Nominierungen
  - 1956: Beste Sängerin
  - 1962: Herausragende Leistung in einer Varieté- oder musikalischen Sendung (The Judy Garland Show)
  - 1964: Herausragende Leistung in einer Varieté- oder musikalischen Sendung (The Judy Garland Show)

Tony Award
- - 1952: Special Tony Award für ihren „wichtigen Beitrag zur Neubelebung des Vaudeville durch ihr Gastspiel am Palace Theatre“